# Дульовський порцеляновий завод
Дульовський порцеляновий завод (рос. Дулёвский фарфоровый завод) — відомий в Росії і світі порцеляновий завод.

## Історія заснування

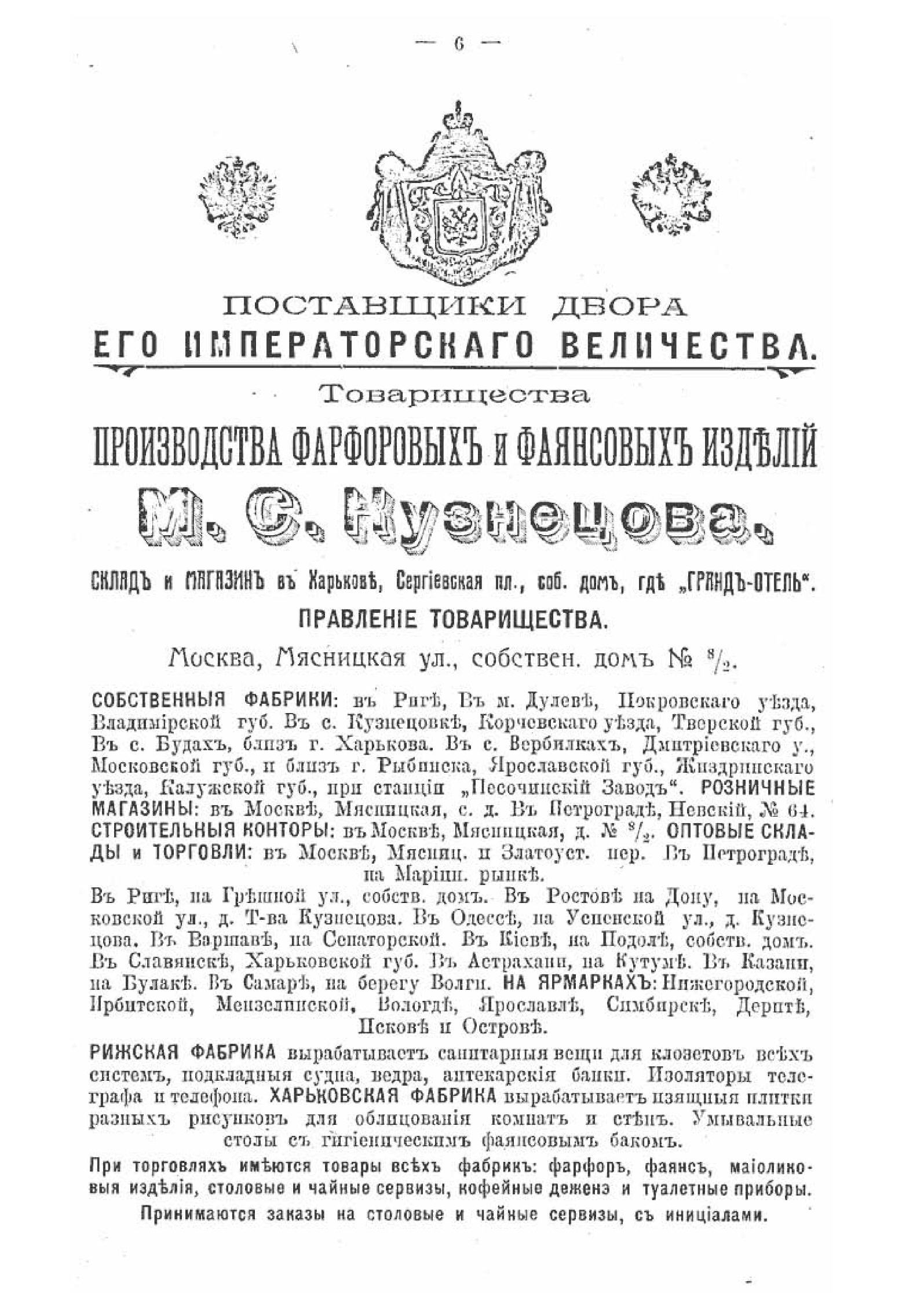
Реклама Товариства Кузнєцова М. С. Серед підприємств вказано Дульовський завод. (1917 рік)

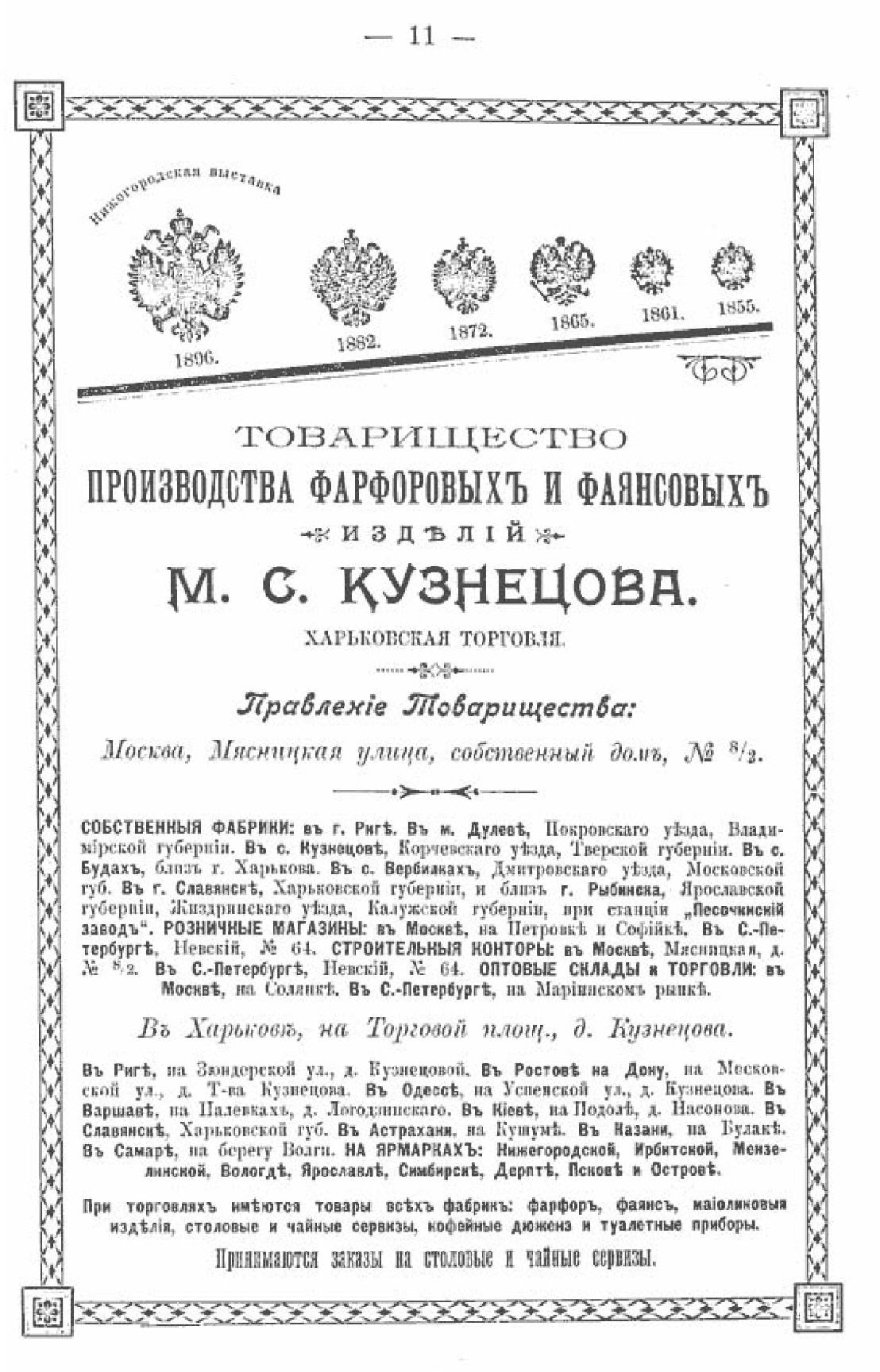
Реклама Товариства Кузнєцова М. С. Серед підприємств вказано Дульовський завод. (1902 рік)

Завод виник завдяки діяльності Терентія Кузнєцова. Старообрядець з гжельського села Новохарітоново був співвласником невеликого фаянсового виробництва. На зароблені гроші він і викупив порожні землі у збіднілих поміщиків Саричевих.
У 1832 році в Дульово він і заснував нове виробництво.

### Збіг обставин на користь справі
Землі в тутешніх селах були бідні і сільські мешканці давно займалися ремеслами. Вдалим збігом обставин і скористався Т. Кузнєцов. Для нового виробництва тут були дрова (багато лісів) і дешева робоча сила.
Завод будували з урахуванням нових (на початок XIX століття) технологій (розподіл етапів виробництва, побудова житла для працівників, використання торфу як нового палива тощо).
На успіх справи працювала і вдала кадрова політика. Відсутність добрих художників спонукала Кузнєцова до придбання сусідньої фаянсової мануфактури, де працювали фахові майстри розпису. Їх і перевели на працю в Дульово, що значно покращило товарну вартість виробів. Аби вийти на інші ринки збуту, обрали місто Ригу через наявність порту і зв'язки зі старообрядцями, що мешкали в Прибалтиці. В самій Ризі запрацював ще один порцеляновий заклад Кузнєцова, а сина відправили на навчання в Ризьке комерційне училище.

### Успіхи
Якість і яскраві фарби порцеляни Кузнєцова отримали попит і славу. До того ж власники подбали про розширення асортименту — виробляли як коштовну порцеляну, так і фаянс (каміни, умивальні дошки, сантехніка). З появою електрики кузнєцовські заводи першими в Російській імперії в XIX столітті виробляли фаянсові ізолятори.
У 1882 році в Москві пройшла Всеросійська художньо-промислова виставка. Тодішній власник Дульовського заводу побудував на власні кошти павільйон для своєї продукції. Він же подарував чайний сервіз дружині царя, який сподобався. Прийшли перші офіційні нагороди, що стало ознакою офіційного визнання власника і його бізнесу.
Кузнєцов давав замовлення на ескізи відомим художникам та переманював на своє виробництво художників навіть з Імператорського порцелянового заводу в Петербурзі. Ескіз для декоративного блюда «Садко» для Кузнєцова зробив Михайло Врубель.
Фінансовим успіхом слід визнати і придбання у власність порцелянового заводу Гарднера в місті Вербілки у 1892 році. Завод спеціалізувався на виробництві коштовних порцелянових виробів для багатих верств населення. І власник (Матвій Кузнєцов) не пошкодував 238 000 рублів, аби володіти прибутковим виробництвом. Він став найкращим виробником порцеляни в імперії і з 1902 року мав звання офіційного постачальника порцеляни для імператорського двору. Приблизно у 1896 році прибуток власника досяг 7 000 000 рублів на рік.

### Кузнєцови і виробничі зв'язки з Україною
- Порцеляну Кузнєцова виробляли з каоліну, що вивозили з покладів біля міста Глухів.
- Фаянсова мануфактура в селі Буди (нині Харківська область) теж належала Кузнєцову (Будянський фаянсовий завод). Зацікавленість у виробництві була такою міцною, що власник оснастив завод двома паровими машинами, а як паливо використовував кам'яне вугілля, поклади якого тільки почали розробляти в Україні. Наприкінці XIX століття завод в Будах мав власний телефон. За технічним оснащенням завод на початок XX століття був найкращим у галузі.
- Мінеральні добавки до виробництва добували в селі Велика Михайлівка в Україні.

## Завод за часів СРСР

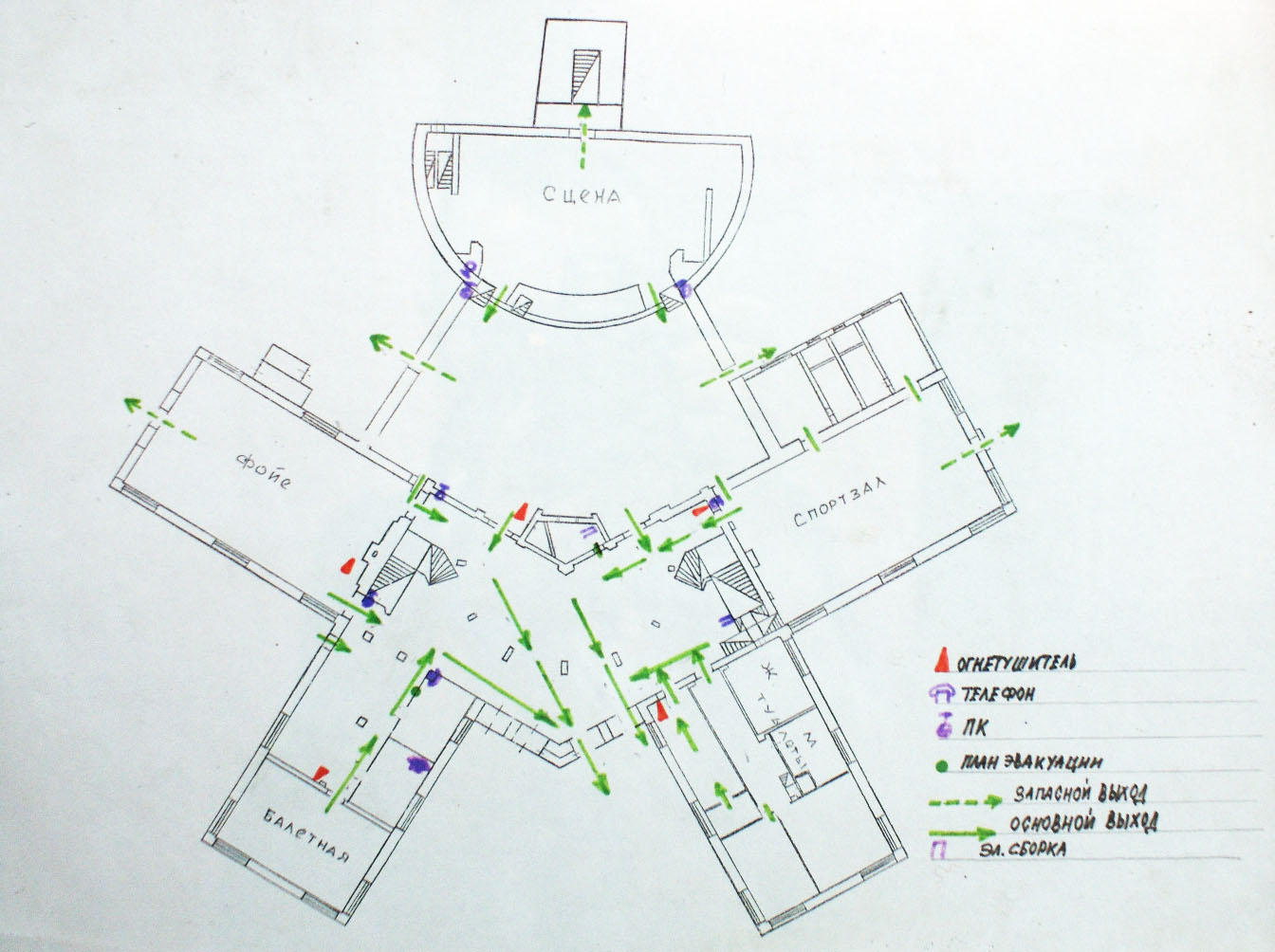
План першого поверху Палацу культури, Дульово

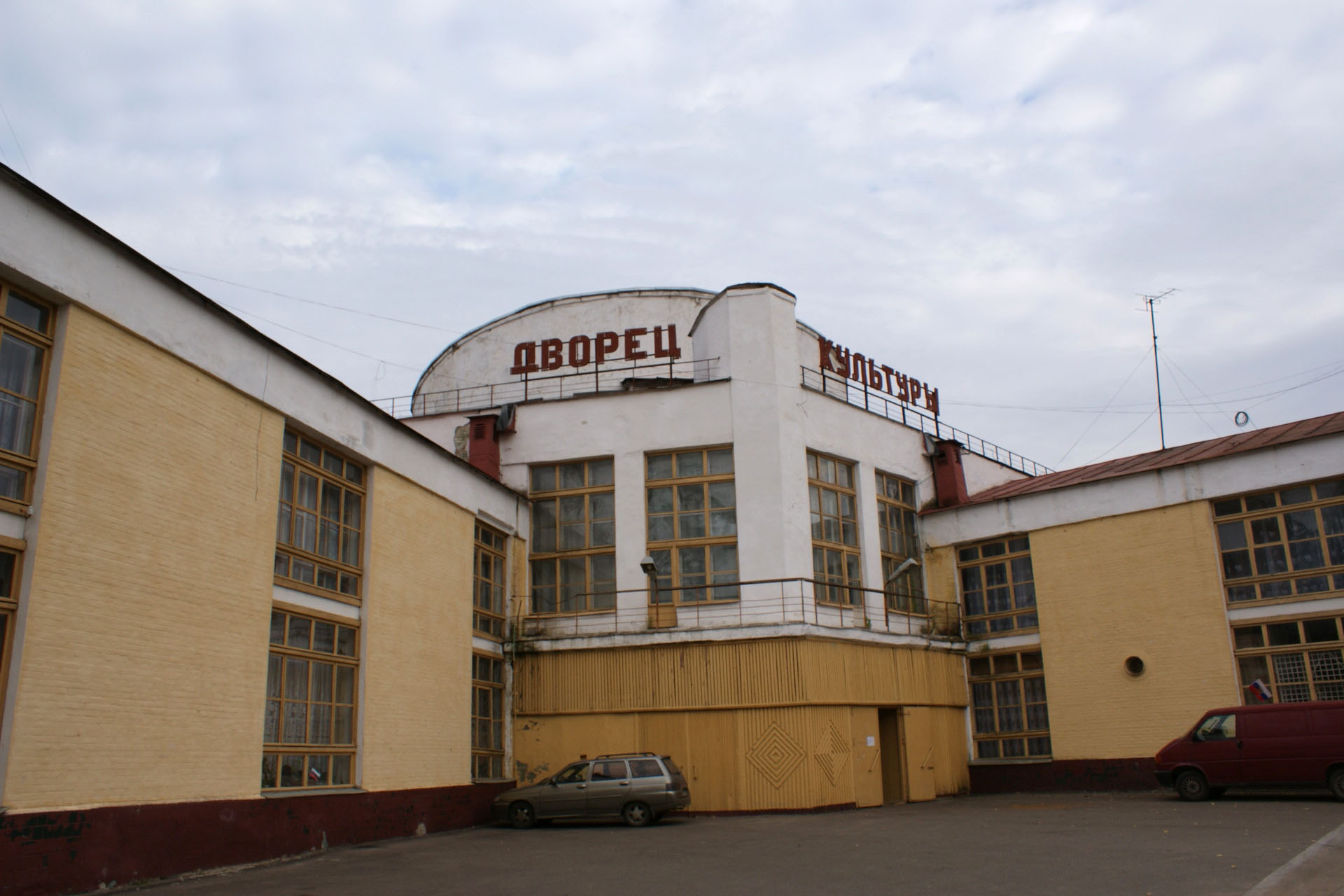
Головний фасад Палацу культури Дульовського заводу, арх. К. Мельников, 2008 рік

У 1917 році останнього з Кузнєцових просто вигнали з виробництва. Родина емігрувала в Латвію, де в місті Рига залишився ще один їхній завод. А в 1940 році радянські закони прийшли й туди. Одного з Кузнєцових арештували, заслали в концтабір на Колиму, де той і загинув.
Дульовський порцеляновий завод відновили після громадянської війни і періоду руйнації промисловості в країні. Деякий час виробництво було лабораторією для експериментів ранішнього радянського мистецтва. Завод виготовляв так звану агітаційну порцеляну, що залишилась курйозом в мистецтві. Але й у неї є свої прихильники.
У 1927-1930 роках для працівників заводу вибудували новий клуб у футуристичних формах (архітектор К. Мельников), який визнали пам'яткою архітектури радянської доби.
За Сталіна завод став складовою частиною парадного фасаду сталінського СРСР. Тому він мав право на участь в закордонних міжнародних виставках (в Парижі у 1937),і пізніше — Міжнародна виставка в місті Брюссель (1958), Міжнародна виставка кераміки в місті Остенде (1959, обидві в Бельгії).
Тавром виробництва у 1962 році зробили скульптуру «Сокіл», що виробив працівник заводу Олексій Сотников. Так пройшло усунення від виробництва і його історії торгівельної марки Кузнєцових.